# Ceratodoris nakamotoensis
Espèce
Ceratodoris nakamotoensis est une espèce de mollusques nudibranches de la famille des Goniodorididae.

## Répartition
Cette espèce se rencontre dans la zone tropicale Indo/Ouest-Pacifique.

## Habitat
Son habitat correspond à la zone récifale externe ainsi que sur les platiers jusqu'à 30 m de profondeur.

## Description
Cette espèce peut mesurer jusqu'à 2 cm. Le corps, allongé et étroit, présente une teinte générale qui varie du rouge carmin au fuchsia, rhinophores compris.
Le corps est doté de cinq paires d'appendices relativement longs aux terminaisons arrondies et répartis sur les faces latérales du manteau. Seule leur base est blanche, le reste étant de la même couleur que le corps.
Le bouquet branchial est à l'arrière d'un appendice similaire aux autres mais placé dans l'axe du corps, il est composé de trois  branchies simples dont la base est également blanche et le sommet de la couleur du corps.

## Éthologie
Cet Okenia est benthique et diurne.

## Alimentation
Okenia nakamotoensis se nourrit exclusivement du bryozoaire rouge vif Tropidozoum cellariiforme.

## Classification
Le nom valide complet (avec auteur) de ce taxon est Ceratodoris nakamotoensis (Hamatani (d), 2001).
L'espèce a été initialement classée dans le genre Hopkinsia sous le protonyme Hopkinsia nakamotoensis Hamatani, 2001,.
Ceratodoris nakamotoensis a pour synonymes :
- Hopkinsia nakamotoensis Hamatani, 2001
- Okenia nakamotoensis (Hamatani, 2001)

### Étymologie
Son épithète spécifique, composée de nakamoto et du suffixe latin -ensis, « qui vit dans, qui habite », lui a été donnée en référence à sa localité type, la côte de Nakamoto sur l'île de Kuro-shima. 

### Publication originale
- (en) Iwao Hamatani, « Two new species of Goniodorididae (Opisthobranchia; Nudibranchia) with a new genus from Kuroshima Island, Okinawa, Japan », Venus, Malacological Society of Japan (d), vol. 60, no 3,‎ 2001, p. 151-156 (ISSN 0042-3580 et 2432-9967, OCLC 6924925 et 647832671, lire en ligne).